# Islandia en el Festival de la Canción de Eurovisión 1995
Islandia participó en el Festival de la Canción de Eurovisión 1995 en Dublín, Irlanda, con la canción "Núna", interpretada por Bó Halldórsson, compuesta por el propio cantante y Ed Welch y escrita por Jón Örn Marinósson. El representante islandés fue escogido internamente por la RÚV. Islandia obtuvo el 15.º puesto el sábado 13 de mayo de 1995.

## Antes de Eurovisión
Por primera vez, la emisora islandesa decidió elegir al candidato y la canción para Eurovisión a través de una elección interna. Eligieron al cantante Bó Halldórsson, quien previamente había participado sin éxito seis veces en el Söngvakeppnin (1986-1990 y 1992). Fue seleccionado con la canción Núna.

## En Eurovisión
En el Festival de la Canción de Eurovisión, Islandia tuvo que competir en séptimo lugar, después de Rusia y antes de Austria. Al final de las votaciones resultó que Bó Halldórsson había terminado en el puesto 15 con 31 puntos.

### Puntos otorgados a Islandia
| Final     | Final     | Final       | Final               | Final              |
| 12 puntos | 10 puntos | 8 puntos    | 7 puntos            | 6 puntos           |
| --------- | --------- | ----------- | ------------------- | ------------------ |
|           |           | - Dinamarca |                     | - Irlanda - Suecia |
| 5 puntos  | 4 puntos  | 3 puntos    | 2 puntos            | 1 punto            |
|           | - Austria | - Rusia     | - Francia - Noruega |                    |

### Puntos otorgados por Islandia
| Final     | Final     |
| --------- | --------- |
| 12 puntos | Noruega   |
| 10 puntos | Croacia   |
| 8 puntos  | Francia   |
| 7 puntos  | Dinamarca |
| 6 puntos  | Polonia   |
| 5 puntos  | España    |
| 4 puntos  | Suecia    |
| 3 puntos  | Irlanda   |
| 2 puntos  | Chipre    |
| 1 punto   | Eslovenia |